# ウリオル・ジュンケラス
ウリオル・ジュンケラス・イ・ビエス（カタルーニャ語: Oriol Junqueras i Vies, カタルーニャ語発音: [uɾiˈɔɫ ʒuŋˈkeɾəz i ˈβi.əs], 1969年4月11日 - ）は、スペイン・バルセロナ出身の歴史学者・政治家。2011年6月1日からサン・ビセンス・ダルス・オルツ市長を、2011年9月17日からカタルーニャ共和主義左翼(ERC)党首を務めている。2009年から2012年まで欧州議会議員であり、2012年からカタルーニャ州議会議員である。
2012年のカタルーニャ州議会議員選挙で、カタルーニャ共和主義左翼は135議席中21議席を獲得し、50議席に減少した集中と統一(CiU)に次ぐ議会第2党となった。

## 経歴

### 学術活動
バルセロナにあるイタリアン・スクールで初等教育・中等教育を修了し、当初はバルセロナ大学で経済学を学んでいたが、バルセロナ自治大学で近現代史の学士号を取得し、さらに経済史の博士号を取得した。博士論文では地中海西部の現代の経済思想を分析し、17世紀最初の10年間のイギリス帝国やカスティーリャ王国との類似点を明らかにしている。大学卒業後、ジュンケラスはバルセロナ自治大学の近現代史学科の教授となった。また、カタルーニャ地方のラジオ局やテレビ局が放送する歴史に関する番組の数々に出演している。

### 政治活動
2009年の欧州議会議員選挙で、カタルーニャ共和主義左翼(ERC)はガリシア民族主義ブロック(BNG)やアララールなど他地域の民族主義政党とともに諸民族のヨーロッパ＝緑の党という選挙連合で臨み、ジュンケラスはその筆頭候補となった。諸民族のヨーロッパ＝緑の党は1議席を獲得し、ジュンケラスは欧州議会では欧州緑グループ・欧州自由連盟(Greens-EFA)に属した。2011年6月11日にはバルセロナ県サント・ビセンス・ダルス・ホルト市長に選出された。2011年の地方自治体選挙でカタルーニャ共和主義左翼が惨敗したことから、党首のジュアン・プッチャルコスらが退任。9月17日には総選挙に向けた党内選考が行われ、対立候補がいなかったジュンケラスは92.07%の支持を得て党首に就任した。
2012年11月25日のカタルーニャ州議会議員選挙で、選挙前勢力が10議席だったカタルーニャ共和主義左翼は21議席に躍進し、議席数では集中と統一(CiU)に次ぐ第2位、得票数ではCiUとカタルーニャ社会主義者党(PSC)に次ぐ第3位となった。筆頭候補だったジュンケラスはカタルーニャ州議会議員となり、カタルーニャ共和主義左翼の議会代表を務めている。カタルーニャ共和主義左翼とCiUの交渉開始から数週間後の2012年12月19日、ジュンケラスとCiU党首のアルトゥール・マスは「統治協定」を締結した。この協定は2014年に「カタルーニャをスペインから分離すべきかどうか」の住民投票を行う約束を含んでいる。カタルーニャ共和主義左翼はカタルーニャ州政府首相を決定する投票でマスを支持してCiU政権の安定性を保証し、その見返りにカタルーニャ共和主義左翼はCiUから経済的・政治的政策に対する譲歩を受けることとした。カタルーニャ社会主義者党とカタルーニャ緑のイニシアティヴ(ICV)は、最大野党党首の地位が与党との「統治協定」を結んだ政党の党首に保持されるべきではないと主張して異議を唱えたが、2013年1月、カタルーニャ州議会議長のヌリア・デ・ヒスペルトはジュンケラスを最大野党党首に指名した。2014年11月9日には非公式にカタルーニャ独立住民投票が実施された。
2019年、カタルーニャ独立住民投票を強行したとして反乱罪で有罪となり収監された。
2021年6月22日、スペイン政府はジュンケラスら9人に対する恩赦を決定した。